# Platydema omissum
Platydema omissum – gatunek chrząszcza z rodziny czarnuchowatych i podrodziny Diaperinae.

## Taksonomia
Gatunek ten opisany został po raz pierwszy w 2010 roku przez Rolanda Grimma na łamach „Stuttgarter Beiträge zur Naturkunde”. Jako lokalizację typową wskazano Park Narodowy Kubah w malezyjskim Sarawaku na Borneo. Epitet gatunkowy pochodzi od łacińskiego omittere oznaczającego „pomijać”.

## Morfologia
Chrząszcz o owalnym w zarysie ciele długości od 3,4 do 5 mm i szerokości od 1,8 do 2,8 mm. Wierzch ciała ma rudobrązowy do ciemnobrązowego z czarniawymi łatami na przedpleczu i pokrywach, rzadziej cały czarniawy.
Głowa jest grubo i gęsto punktowana, o ciemieniu pozbawionym głębokiego dołka,  nadustku wyraźnie oddzielonym szwem, u samca pośrodku przedniej krawędzi zaopatrzonym w ząbek. Czoło samca ma lewy róg długi, silniej ku górze niż ku przodowi skierowany, na szczycie zaopatrzony w kępkę włosków, rzadko zredukowany do postaci guzka z takąż kępką, róg prawy zaś guzkowaty lub jeszcze silniej uwsteczniony.
Lekko sklepione, bardzo drobno oprószone przedplecze ma lekko wykrojoną krawędź przednią, szeroko zaokrąglone i niewystające kąty przednie, całkowicie obrzeżone krawędzie przednią i boczne, nieobrzeżoną krawędź tylną, a powierzchnię szagrynowaną i drobniej niż głowa punktowaną, po bokach gęściej niż pośrodku. Lekko sklepione, bardzo drobnymi szczecinkami oprószone, od 1,2 do 1,3 raza dłuższe niż szersze pokrywy mają po osiem szeregów punktów między rządkiem przytarczkowym a krawędzią boczną oraz płaskie międzyrzędy ze szczątkowym punktowaniem. Odnóża mają nierozszerzone stopy.
Odwłok ma środkowe części sternitów podłużnie pomarszczone, skąpo pokryte punktami szczecinkowymi (chetoporami) i wyraźnie mikrosiateczkowane.

## Rozprzestrzenienie
Owad orientalny, znany z wietnamskiej prowincji Thái Nguyên, malezyjskich stanów Pahang, Sarawak i Sabah oraz indonezyjskich wysp Sumatra, Mentawai, Nias i Lombok.